# Johann Wolfgang von Goethe
Johann Wolfgang von Goethe (født 28. august 1749, død 22. marts 1832) var en tysk forfatter, videnskabsmand og filosof.
Goethe er berømt for som ung forfatter at præge Sturm und Drang-perioden og som ældre at være nærmest synonym med den litterære retning Weimarklassikken. Goethe var enormt produktiv, og hans værker spænder fra digte, dramaer og romaner til essays og naturvidenskabelige afhandlinger. Blandt hans vigtigste værker er Den unge Werthers lidelser, Faust og Zur Farbenlehre (farvelære). Han inspirerede Darwin med sin opdagelse af de menneskelige premaxilla-kæbeknogler.
Johann Wolfgang Goethe blev født i Frankfurt am Main i 1749. Han studerede jura, og allerede i studietiden skrev han mange digte. I 1775 kom han til Weimar, og her blev han på nær to år i Italien til han døde. Han blev minister og ven med hertug Karl August. Goethe forelskede sig i mange kvinder igennem livet, bl.a. Charlotte von Stein i Weimar. Deres (ufuldbyrdede) forhold varede i 12 år, men hun forlod aldrig sin mand og sine syv børn. Til hende skrev han digtet ”Wandrers Nachtlied I”. Otte år senere forfattede han Illmenau ”Wandrers Nachtlied II”. Begge digte handler om længsel – efter kvinden og døden.

## Ungdom
Goethe tilegnede sig under sin opvækst kundskaber inden for matematik, geografi, naturkundskab og historie. Han lærte sig desuden syv fremmedsprog. Faderen ønskede at Goethe skulle tage en juridisk uddannelse og sendte ham derfor til Leipzig som 16-årig. Rokokoens kunstneriske og kulturelle begivenheder, som byen var fyldt med, synes imidlertid at interessere ham mere end studierne.
Inden afrejsen var han i venners lag kendt som en digter der skrev kærlighedsdigte for sine venner til deres udkårne. Denne interesse for det litterære og kunstneriske fortsatte i Leipzig, hvor han digtede lejlighedsdigte primært inden for rokokoens faste formmønstre, læste om klassisk litteratur, oversatte litteratur og tilegnede sig færdigheder i tegning og radering.

## Sorg og sygdom
Han fik ikke eksamen fra Leipzig. Et brudt forhold til en kvinde, med hvem han næsten blev forlovet, medførte sorg og sygdom, og han vendte nedbrudt hjem til Frankfurt i en alder af 19 år.
Faderens bebrejdelser over hans manglende juridiske eksamen medførte en yderligere svækkelse af hans helbred, men han overvandt sygdommen og kastede sig nu ihærdigt og seriøst over sine studier. Under indflydelse fra pietistiske kredse brød han samtidig med rokokoen og fordybede sig i emner som religion, astrologi og alkymi. Heri lå spiren til det eksistentielle og metafysiske kæmpedrama Faust.
Goethe drog til Strassburg for hurtigt at afslutte sine studier, og det var her, han mødte Johann Gottfried Herder, som gav ham nye horisonter med Shakespeare og folkedigtning. Årene 1770-71 betragtes som Goethes kunstneriske gennembrud og bliver kendetegnende for den periode hvori han opdagede gotikken. Han vendte hjem til Frankfurt som jurist, men syntes stadig ikke at kunne finde interesse for jura.
Digtningen, nu i frie rytmer, forblev hans passion og afspejler den store spændvidde i hans forfatterskab. Han skrev skuespil og ét af sine mest berømte værker, romanen Die Leiden des jungen Werthers (1774), som var baseret på hans forelskelse i en forlovet pige og forsøget på at løsrive sig fra hende. Omdrejningspunktet i bogen var trekantsdramaets tvivl og kvaler, krydret med selvbetragtninger og naturstemninger. Den fik dramatisk indflydelse på tysk litteratur, som havde været meget lokal, men nu udvikledes til et verdenssprog. Ungdommen begyndte at gå klædt som Werther, forherligede naturen som i romanen og enkelte begik selvmord, heltens endeligt i romanen. Den blev derfor kaldt fordærvelig for ungdommen og forbudt i flere lande.
Goethes vennekreds kom efterhånden til at omfatte fysikere, filosoffer og forfattere, som fik stor betydning for ham i resten af livet. Da han rejste til Schweiz, blev han ven med hertug Karl August af Sachsen-Weimar, der var stærkt optaget af naturvidenskaberne, en interesse som fik betydning for Goethes arbejde.
Han tiltrådte en ministerstilling og overtog ledelsen af Weimar-teatret, en stilling som han dog fratrådte igen i 1817 på grund af indbyrdes stridigheder. Inden var Weimar under hans ledelse blevet en kulturby, og teatret blev landets førende. Goethes statslige stilling stillede sig imidlertid i vejen for hans kunstneriske produktion, og under indflydelse af hofatmosfæren og måske i særdeleshed af fru Charlotte von Stein, som han stod i nært men kysk forhold til, afdæmpedes hans væsen og stil. Det klassisk typiserede erstattede det kraftgeniale og særprægede.
I 1786 forlod han det snæversynede Weimar og rejste til Italien. Dette skift medførte en slags menneskelig befrielse og en stærkere stilistisk betoning af det plastiske og det objektive foruden af det erotiske: i Rom havde han i en alder af 37 sin første dokumenterede seksuelle oplevelse; partnerens identitet kendes ikke. Hans to år lange ophold i Italien sammenfattedes i breve hjem og artikler i Italienische Reise (1816-17). Hans erotiske gennembrud skildres i Römische Elegien (1795); enkelte af digtene er først udgivet i nyere tid, da de ansås for alt for vovede i samtiden. De fleste elegier er imidlertid skrevet efter hjemkomsten og handler om samlivet med Christiane Vulpius.
Med inspiration fra den italienske kunst og grækernes skulpturer udarbejdede han under diskussion med dramatikeren og digteren Friedrich Schiller, som han siden indledte et nært samarbejde med, ideen om "planternes metamorfose" – et forsøg på at finde frem til urplanten ud fra møjsommelige betragtninger og ikke abstrakte overvejelser. Urplanten skulle tjene som bevis på, at alle plantearter har en fælles urform. Samtidig påviste han, at mennesket havde et mellemkæbeben. Det bestyrkede hans tanke om at hvad der fandtes hos dyrene, også måtte findes hos mennesket. Han konkluderede, at verdens, nationernes og de enkelte menneskers urtid er den samme.
Goethes farvelære
Italiensopholdet affødte desuden undren over malernes farvevalg – den æstetiske vurdering, som han ikke finder forklaret af Newtons teori om det spaltede hvide lys som farvernes årsag. Han forkastede den teori og udarbejdede sit værk Zur Farbenlehre (1810), der fremførte farverne som resultat af ulige blandinger af lys og mørke og tillægger dem en mystisk symbolik.
Hans udgangspunkt og største forskel mellem hans og Newtons teori var hvad det menneskelige øje ser, modsat Newtons farvelære, som kun forklarer, hvad man kan måle. Og tillagde f.eks. menneskets indre hvidbalance stor værdi. Derigennem opfandt han også begrebet "komplementærfarver" (fx gul overfor violet og rød overfor grøn).
Kort efter hjemkomsten til Weimar indledte han et fuldbyrdet forhold til den unge Christiane Vulpius (en), med hvem han fik flere børn, hvoraf dog kun sønnen August overlevede den spæde alder. Christiane førte hus for Goethe og var hverken aristokratisk eller intellektuel. Goethe skrev "Metamorphose der Pflanzen" til hende, både et digt om dannelse og ved nærmere analyse en dyb kærlighedserklæring. Kærligheden kom da Goethe oplevede at blive far, noget han aldrig havde troet skulle overgå ham. Han giftede sig først med Christiane Vulpius i 1806, muligvis som erkendelse af at hun ved resolut at modstå nogle invaderende franske soldater nok havde reddet hans liv.
Goethe var kun i ringe grad i pagt med det 19. århundredes tendenser, idet han afviste såvel de nationale som de liberale strømninger, og romantikken som sådan. Hans alderdomsdigtning og stil fik et særpræg, der udelukker enhver indordning i en større sammenhæng. Hele hans udvikling fra de rebelske Sturm und Drang-år til den harmoniske klassicisme og visdom i hans modne år kan aflæses i hovedværket, dramaet Faust. Fra 1823 blev Johann Eckermann Goethes privatsekretær, og han opmuntrede Goethe til at færdiggøre fortsættelsen af Faust: Faust II. Et andet alderdomsværk er "Die Wahlverwandtschaften" (Valgslægtskaberne), der omtaler kollektiver, som altså ikke blev opfundet af hippierne.
Eckermann og Goethe havde mange samtaler, som blev skrevet ned og udgivet i Gespräche mit Goethe in den letzten Jahren seines Lebens (1835); en bog med personlige, filosofiske og poetiske elementer.
1832 udkom Faust II. Faust I-II er såvel en nyfortolkning af den velkendte legende om den middelalderlige magikerlærling Johann Faust som en allegori over menneskets liv i alle dets facetter. Værkets betoning af individets frihed og styrke til at undersøge aspekter af menneskelige og guddommelige elementer, indskrev det som det første store værk inden for den moderne individualisme. Dramaet er i eftertiden blevet betragtet som hans hovedværk; på teatret opføres næsten kun første del.

## Vigtige værker
- Lyrik
  - Römische Elegien (1795), dansk oversættelse v. Ole Meyer 2012, 2. udgave 2015
  - West-östlicher Divan (1819)
  - Der Erlkönig (1782)

- Prosa
  - Die Leiden des jungen Werthers (1774)
  - Die Wahlverwandtschaften (1809)

- Teori
  - Über Kunst und Altertum (1816-32)
  - Zur Farbenlehre (1810)

- Drama
  - Clavigo (1775)
  - Egmont (1788)
  - Faust - Der Tragödie Erster Teil (1808). Dansk oversættelse af Ejler Nyhavn med introduktion af Søren Fauth, Forlaget Wunderbuch 2019
  - Faust - Der Tragödie Zweiter Teil (1832)

- Selvbiografier
  - Dichtung und Wahrheit (1811-33)
  - Italienische Reise (1816-17)
  - Gespräche mit Goethe in den letzten Jahres seines Lebens (1835)